# Halenchus dumnonicus
Halenchus dumnonicus är en rundmaskart. Halenchus dumnonicus ingår i släktet Halenchus och familjen Neotylenchidae. Inga underarter finns listade i Catalogue of Life.